# 蔣珩
蔣 珩（しょう こう、生没年不詳）は、中国三国時代の呉から西晋の政治家。荊州零陵郡泉陵県の人。

## 生涯
呉に仕えて始興太守から広州都督を務めた。蔣珩は英雄の気風があり、間違ったことを正すこと神の如くであった。
太康元年（280年）、天下が統一されると晋に仕える。江表で寺を建立し仏教を広めたが、中原の庶士らがこぞって帰依したのは蔣珩の影響が大きかった。死去すると城東の長塢に葬られた。
清代に作られた蒋氏の家譜である『梅潭蔣氏世譜』では蒋琬の子・蒋斌が費禕の娘を妻として生まれたのが「蔣珩」であり、蜀漢滅亡後に蒋琬夫人の毛氏が家族を連れて零陵に避難したとする。